# Bryan Zaragoza
Bryan Zaragoza Martínez (ur. 9 września 2001 w Maladze) – hiszpański piłkarz, występujący na pozycji napastnika w hiszpańskim klubie Celta Vigo, do którego jest wypożyczony z Bayernu Monachium, oraz w reprezentacji Hiszpanii.